# Stazione di Villalvernia
Stazione di Villalvernia vasútállomás Olaszországban, Piemont régióban, Villalvernia településen. Az állomás 1916-ban nyílt meg.

## Vasútvonalak
Az állomást az alábbi vasútvonalak érintik:
- Milánó–Genova-vasútvonal

## Kapcsolódó állomások
A vasútállomáshoz az alábbi állomások vannak a legközelebb:
- Stazione di Carbonara Scrivia
- Stazione di Cassano Spinola